# Hermann Jordan (Mediziner)
 Hermann Jordan  (* 19. April 1808 in Wetzlar; † 8. August 1887 in Saarbrücken) war ein deutscher Mediziner.

## Leben
In jungen Jahren erkrankte er an der Lunge, suchte in der Schweiz einen hochgelegenen Ort und verbrachte in den folgenden Jahren jeweils einige Wochen im Dorf Imfeld nahe der Grube Lengenbach im Schweizer Binntal. Hier entwickelte er sein Interesse für Mineralogie und stellte eine Sammlung Schweizer Mineralien zusammen, die Paul Heinrich von Groth später für die Universität Straßburg erwarb.
Er entdeckte die „Regeneration der Krystalle“. 1849 wurde bei Ausbesserungsarbeiten am Hochofen der Fischbacher Eisenschmelze bei Saarbrücken eine prachtvolle Krystallkruste entdeckt, die er als Zinkoxid erkannte.
1851 wurde er in Saarbrücken zum Sanitätsrat erwählt.
Nach ihm wurde das Mineral Jordanit (Pb14(As,Sb)6S23) benannt.

## Schriften
- Krystallisirtes Zinkoxyd aus einem Hochofen. In: Sitzungsberichte der mathematisch-naturwissenschaftlichen Classe der Kaiserlichen Akademie der Wissenschaften Band 11, Heft I–V, Wien 1853, S. 8 (online verfügbar bei archive.org)
- Mit Hermann von Meyer: Ueber die Crustaceen der Steinkohlenformation von Saarbrücken. In: Palaeontographica. 4. Band, 1. Lieferung (1854), S. 1–16